# Big 12 Conference
La Big 12 Conference (español: Conferencia de los 12 Grandes) es una conferencia de la División I de la NCAA. Las oficinas de la conferencia están localizadas en el suburbio de Irving en Dallas, Texas. Fue oficialmente formada el 25 de febrero de 1994, y comenzó el 31 de agosto de 1996. Se conformó luego de que la Big Eight Conference incorporara a cuatro equipos de la extinta Southwest Conference.
La Big 12 se originó con doce equipos del suroeste y medio oeste. Dos equipos ingresaron y cuatro abandonaron la conferencia entre 2011 y 2012, por lo que hoy cuenta con diez equipos. Por ello, desde 2011 no se disputa partido de campeonato de fútbol americano. Desde la temporada 2014, el campeón de conferencia disputará el Sugar Bowl ante el campeón de la Southeastern Conference.
Los deportes practicados en esta conferencia son: béisbol, baloncesto, equitación, fútbol americano, campo a través, gimnasia, golf, fútbol, lacrosse, remo, softbol, natación y saltos, atletismo, voleibol cubierta, voleibol de playa y lucha.

## Miembros
| Logo | Institución                        | Localización                    | Equipo       | Tipo    | Año de unión |
| ---- | ---------------------------------- | ------------------------------- | ------------ | ------- | ------------ |
|      | Universidad de Arizona             | Tucson, Arizona                 | Wildcats     | Pública | 2024         |
|      | Universidad Estatal de Arizona     | Tempe, Arizona                  | Sun Devils   | Pública | 2024         |
|      | Universidad Baylor                 | Waco, Texas                     | Bears        | Privada | 1996         |
|      | Universidad Brigham Young          | Provo, Utah                     | Cougars      | Privada | 2023         |
|      | Universidad de Cincinnati          | Cincinnati, Ohio                | Bearcats     | Pública | 2023         |
|      | Universidad de Colorado en Boulder | Boulder, Colorado               | Buffaloes    | Pública | 2024         |
|      | Universidad de Houston             | Houston, Texas                  | Cougars      | Pública | 2023         |
|      | Universidad Estatal de Iowa        | Ames, Iowa                      | Cyclones     | Pública | 1996         |
|      | Universidad de Kansas              | Lawrence, Kansas                | Jayhawks     | Pública | 1996         |
|      | Universidad Estatal de Kansas      | Manhattan, Kansas               | Wildcats     | Pública | 1996         |
|      | Universidad Estatal de Oklahoma    | Stillwater, Oklahoma            | Cowboys      | Pública | 1996         |
|      | Universidad Cristiana de Texas     | Fort Worth, Texas               | Horned Frogs | Privada | 2012         |
|      | Universidad Tecnológica de Texas   | Lubbock, Texas                  | Red Raiders  | Pública | 1996         |
|      | Universidad de Florida Central     | Orlando, Florida                | Knights      | Pública | 2023         |
|      | Universidad de Utah                | Salt Lake City, Utah            | Utes         | Pública | 2024         |
|      | Universidad de Virginia Occidental | Morgantown, Virginia Occidental | Mountaineers | Pública | 2012         |

1. ↑  Colorado había sido miembro de la Big 12 desde 1996 hasta 2011.

### Miembros asociados
| Institución                                       | Localización               | Equipo           | Tipo            | Miembro desde | Deporte           | Conferencia Primaria         |
| ------------------------------------------------- | -------------------------- | ---------------- | --------------- | ------------- | ----------------- | ---------------------------- |
| Academia de la Fuerza Aérea de los Estados Unidos | Colorado Springs, Colorado | Falcons          | Federal Militar | 2015          | Lucha             | Mountain West Conference     |
| Universidad Bautista de California                | Riverside, California      | Lancers          | Privada         | 2022          | Lucha             | Western Athletic Conference  |
| Universidad de Denver                             | Denver, Colorado           | Pioneers         | Privada         | 2015          | Gimnasia femenina | The Summit League            |
| Universidad de Florida                            | Gainesville, Florida       | Gators           | Pública         | 2024          | Lacrosse femenino | Southeastern Conference      |
| Universidad Estatal de California, Fresno         | Fresno, California         | Bulldogs         | Pública         | 2019          | Equitación        | Mountain West Conference     |
| Universidad de Misuri                             | Columbia, Misuri           | Tigers           | Pública         | 2021          | Lucha             | Southeastern Conference      |
| Universidad Estatal de Dakota del Norte           | Fargo, Dakota del Norte    | Bison            | Pública         | 2015          | Lucha             | The Summit League            |
| Universidad del Norte de Colorado                 | Greeley, Colorado          | Bears            | Pública         | 2015          | Lucha             | Big Sky Conference           |
| Universidad del Norte de Iowa                     | Cedar Falls, Iowa          | Panthers         | Pública         | 2017          | Lucha             | Missouri Valley Conference   |
| Universidad Estatal de Dakota del Sur             | Brookings, Dakota del Sur  | Jackrabbits      | Pública         | 2015          | Lucha             | The Summit League            |
| Universidad de Oklahoma                           | Norman, Oklahoma           | Sooners          | Pública         | 2024          | Lucha             | Southeastern Conference      |
| Universidad Old Dominion                          | Norfolk, Virginia          | Monarchs         | Pública         | 2024          | Remo femenino     | Sun Belt Conference          |
| Universidad Estatal de San Diego                  | San Diego, California      | Aztecs           | Pública         | 2024          | Lacrosse femenino | Mountain West Conference     |
| Universidad de Tulsa                              | Tulsa, Oklahoma            | Golden Hurricane | Privada         | 2024          | Remo femenino     | American Athletic Conference |
| Universidad de California en Davis                | Davis, California          | Aggies           | Pública         | 2024          | Lacrosse femenino | Big West Conference          |
| Universidad del Valle de Utah                     | Orem, Utah                 | Wolverines       | Pública         | 2015          | Lucha             | Western Athletic Conference  |
| Universidad de Wyoming                            | Laramie, Wyoming           | Cowboys          | Pública         | 2015          | Lucha             | Mountain West Conference     |

- Misuri había sido miembro de pleno derecho de Big 12 desde 1996 hasta 2012.
- Oklahoma siguió siendo miembro de la Big 12 en la lucha después de abandonar la conferencia en 2024.
- Old Dominion había sido anteriormente miembro de la Big 12 en remo femenino de 2014 a 2018.

### Antiguos miembros
| Institución                     | Localización           | Apodo       | Tipo    | Miembro hasta | Conferencia actual      |
| ------------------------------- | ---------------------- | ----------- | ------- | ------------- | ----------------------- |
| Universidad de Misuri           | Columbia, Misuri       | Tigers      | Pública | 2012          | Southeastern Conference |
| Universidad de Nebraska-Lincoln | Lincoln, Nebraska      | Cornhuskers | Pública | 2011          | Big Ten Conference      |
| Universidad de Oklahoma         | Norman, Oklahoma       | Sooners     | Pública | 2024          | Southeastern Conference |
| Universidad de Texas en Austin  | Austin, Texas          | Longhorns   | Pública | 2024          | Southeastern Conference |
| Universidad de Texas A&M        | College Station, Texas | Aggies      | Pública | 2012          | Southeastern Conference |

- Misuri regresó en 2021 como miembro asociado en la lucha.
- Oklahoma siguió siendo miembro de la Big 12 en la lucha después de abandonar la conferencia en 2024.

### Antiguos miembros asociados
| Institución                               | Localización         | Apodo        | Tipo    | Año de unión | Año de salida | Deporte       | Conferencia de traslado (en el antiguo deporte Big 12) |
| ----------------------------------------- | -------------------- | ------------ | ------- | ------------ | ------------- | ------------- | ------------------------------------------------------ |
| Universidad de Alabama                    | Tuscaloosa, Alabama  | Crimson Tide | Pública | 2014         | 2024          | Remo femenino | Southeastern Conference                                |
| Universidad Estatal de California, Fresno | Fresno, California   | Bulldogs     | Pública | 2017         | 2021          | Lucha         | Ninguna (lucha discontinuada)                          |
| Universidad de Tennessee                  | Knoxville, Tennessee | Volunteers   | Pública | 2014         | 2024          | Remo femenino | Southeastern Conference                                |

- Fresno State sigue siendo miembro de la equitación.

## Títulos nacionales
| Fútbol americano (3) 1997 - Nebraska 2000 - Oklahoma 2005 - Texas Béisbol (2) 2002 - Texas 2005 - Texas Bolos femenino (5) 1999 - Nebraska 2001 - Nebraska 2004 - Nebraska 2005 - Nebraska 2009 - Nebraska Campo a través masculino (6) 2001 - Colorado 2004 - Colorado 2006 - Colorado 2009 - Oklahoma State 2010 - Oklahoma State 2012 - Oklahoma State Campo a través femenino (2) 2000 - Colorado 2004 - Colorado |  | Baloncesto masculino (3) 2008 - Kansas 2021 - Baylor 2022 - Kansas Baloncesto femenino (4) 2005 - Baylor 2011 - Texas A&M 2012 - Baylor 2019 - Baylor Equitación (2) 2002 - Texas A&M 2012 - Texas A&M Golf masculino (6) 2000 - Oklahoma State 2006 - Oklahoma State 2009 - Texas A&M 2012 - Texas 2017 - Oklahoma 2018 - Oklahoma State Gimnasia masculino (9) 2002 - Oklahoma 2003 - Oklahoma 2005 - Oklahoma 2006 - Oklahoma 2015 - Oklahoma 2016 - Oklahoma 2017 - Oklahoma 2018 - Oklahoma 2019 - Oklahoma Gimnasia femenino (4) 2014 - Oklahoma 2016 - Oklahoma 2017 - Oklahoma 2019 - Oklahoma Esquí (mixto) (4) 1998 - Colorado 1999 - Colorado 2006 - Colorado 2011 - Colorado Sóftbol (7) 2000 - Oklahoma 2013 - Oklahoma 2016 - Oklahoma 2017 - Oklahoma 2021 - Oklahoma 2022 - Oklahoma 2023 - Oklahoma |  | Atletismo al aire libre masculino (5) 2009 - Texas A&M 2010 - Texas A&M 2011 - Texas A&M 2019 - Texas Tech Atletismo al aire libre femenino (7) 1998 - Texas 1999 - Texas 2005 - Texas 2009 - Texas A&M 2010 - Texas A&M 2011 - Texas A&M 2013 - Kansas Atletismo cubierta femenino (3) 1998 - Texas 1999 - Texas 2006 - Texas Natación masculino (8) 1996 - Texas 2000 - Texas 2001 - Texas 2002 - Texas 2010 - Texas 2015 - Texas 2016 - Texas 2018 - Texas Remo femenino (1) 2021 - Texas Tenis femenino (1) 2021 - Texas Tenis masculino (2) 2004 - Baylor 2019 - Texas Tiro deportivo (mixto) (6) 2013 - West Virginia 2014 - West Virginia 2015 - West Virginia 2016 - West Virginia 2017 - West Virginia 2019 - TCU Voleibol femenino (4) 2000 - Nebraska 2006 - Nebraska 2012 - Texas 2022 - Texas Lucha (4) 2003 - Oklahoma State 2004 - Oklahoma State 2005 - Oklahoma State 2006 - Oklahoma State |

## Palmarés de conferencia en fútbol americano
| Temporada | Equipo del grupo norte     | Resultado | Equipo del grupo sur  | Pabellón                                |
| --------- | -------------------------- | --------- | --------------------- | --------------------------------------- |
| 1996      | (3) Nebraska Cornhuskers   | 27-37     | Texas Longhorns (nc)  | Trans World Dome, San Luis (Misuri)     |
| 1997      | (2) Nebraska Cornhuskers   | 54-15     | Texas A&M Aggies (14) | Alamodome, San Antonio (Texas)          |
| 1998      | (2) Kansas State Wildcats  | 33-36     | Texas A&M Aggies (10) | Trans World Dome, San Luis (Misuri)     |
| 1999      | (2) Nebraska Cornhuskers   | 22-6      | Texas Longhorns (12)  | Alamodome, San Antonio (Texas)          |
| 2000      | (8) Kansas State Wildcats  | 24-27     | Oklahoma Sooners (1)  | Arrowhead Stadium, Kansas City (Misuri) |
| 2001      | (9) Colorado Buffaloes     | 39-37     | Texas Longhorns (3)   | Texas Stadium, Dallas (Texas)           |
| 2002      | (12) Colorado Buffaloes    | 7-29      | Oklahoma Sooners (8)  | Reliant Stadium, Houston (Texas)        |
| 2003      | (15) Kansas State Wildcats | 35-7      | Oklahoma Sooners (1)  | Arrowhead Stadium, Kansas City (Misuri) |
| 2004      | (nc) Colorado Buffaloes    | 3-42      | Oklahoma Sooners (2)  | Arrowhead Stadium, Kansas City (Misuri) |
| 2005      | (nc) Colorado Buffaloes    | 3-70      | Texas Longhorns (2)   | Reliant Stadium, Houston (Texas)        |
| 2006      | (19) Nebraska Cornhuskers  | 7-21      | Oklahoma Sooners (8)  | Arrowhead Stadium, Kansas City (Misuri) |
| 2007      | (1) Missouri Tigers        | 17-38     | Oklahoma Sooners (9)  | Alamodome, San Antonio (Texas)          |
| 2008      | (19) Missouri Tigers       | 21-62     | Oklahoma Sooners (4)  | Arrowhead Stadium, Kansas City (Misuri) |
| 2009      | (21) Nebraska Cornhuskers  | 12-13     | Texas Longhorns (3)   | Cowboys Stadium, Arlington (Texas)      |
| 2010      | (13) Nebraska Cornhuskers  | 20-23     | Oklahoma Sooners (10) | Cowboys Stadium, Arlington (Texas)      |

- 2011: Oklahoma State Cowboys
- 2012: Kansas State Wildcats y Oklahoma Sooners
- 2013: Baylor Bears
- 2014: Baylor Bears y TCU Horned Frogs
- 2015: Oklahoma Sooners
- 2016: Oklahoma Sooners

| Temporada | Primera cabeza de serie    | Resultado | Segunda cabeza de serie    | Pabellón                        |
| --------- | -------------------------- | --------- | -------------------------- | ------------------------------- |
| 2017      | (3) Oklahoma Sooners       | 41-17     | TCU Horned Frogs (11)      | AT&T Stadium, Arlington (Texas) |
| 2018      | (5) Oklahoma Sooners       | 39-27     | Texas Longhorns (14)       | AT&T Stadium, Arlington (Texas) |
| 2019      | (6) Oklahoma Sooners       | 30-23     | Baylor Bears (7)           | AT&T Stadium, Arlington (Texas) |
| 2020      | (6) Iowa State Cyclones    | 21-27     | Oklahoma Sooners (10)      | AT&T Stadium, Arlington (Texas) |
| 2021      | (5) Oklahoma State Cowboys | 16-21     | Baylor Bears (9)           | AT&T Stadium, Arlington (Texas) |
| 2022      | (3) TCU Horned Frogs       | 28–31 (P) | Kansas State Wildcats (10) | AT&T Stadium, Arlington (Texas) |

## Finales de conferencia en baloncesto
| Temporada | Campeón                | Resultado | Finalista              | Pabellón                                 |
| --------- | ---------------------- | --------- | ---------------------- | ---------------------------------------- |
| 1996-1997 | Kansas Jayhawks        | 87-60     | Missouri Tigers        | Kemper Arena, Kansas City (Misuri)       |
| 1997-1998 | Kansas Jayhawks        | 72-58     | Oklahoma Sooners       | Kemper Arena, Kansas City (Misuri)       |
| 1998-1999 | Kansas Jayhawks        | 53-37     | Oklahoma State Cowboys | Kemper Arena, Kansas City (Misuri)       |
| 1999-2000 | Iowa State Cyclones    | 70-58     | Oklahoma Sooners       | Kemper Arena, Kansas City (Misuri)       |
| 2000-2001 | Oklahoma Sooners       | 54-55     | Texas Longhorns        | Kemper Arena, Kansas City (Misuri)       |
| 2001-2002 | Oklahoma Sooners       | 64-55     | Kansas Jayhawks        | Kemper Arena, Kansas City (Misuri)       |
| 2002-2003 | Oklahoma Sooners       | 49-47     | Missouri Tigers        | American Airlines Center, Dallas (Texas) |
| 2003-2004 | Oklahoma State Cowboys | 65-49     | Texas Longhorns        | American Airlines Center, Dallas (Texas) |
| 2004-2005 | Oklahoma State Cowboys | 72-68     | Texas Tech Red Raiders | Kemper Arena, Kansas City (Misuri)       |
| 2005-2006 | Kansas Jayhawks        | 80-68     | Texas Longhorns        | American Airlines Center, Dallas (Texas) |
| 2006-2007 | Kansas Jayhawks        | 88-84     | Texas Longhorns        | Ford Center, Oklahoma City (Oklahoma)    |
| 2007-2008 | Kansas Jayhawks        | 84-74     | Texas Longhorns        | Sprint Center, Kansas City (Misuri)      |
| 2008-2009 | Missouri Tigers        | 73-60     | Baylor Bears           | Ford Center, Oklahoma City (Oklahoma)    |
| 2009-2010 | Kansas Jayhawks        | 72-64     | Kansas State Wildcats  | Sprint Center, Kansas City (Misuri)      |
| 2010-2011 | Kansas Jayhawks        | 85-73     | Texas Longhorns        | Sprint Center, Kansas City (Misuri)      |
| 2011-2012 | Missouri Tigers        | 90-75     | Baylor Bears           | Sprint Center, Kansas City (Misuri)      |
| 2012-2013 | Kansas Jayhawks        | 70-64     | Kansas State Wildcats  | Sprint Center, Kansas City (Misuri)      |
| 2013-2014 | Iowa State Cyclones    | 74-65     | Baylor Bears           | Sprint Center, Kansas City (Misuri)      |
| 2014-2015 | Iowa State Cyclones    | 70-66     | Kansas Jayhawks        | Sprint Center, Kansas City (Misuri)      |